# Baróthy Zoltán
Baróthy Zoltán (Nagyvárad? ? − Nagyvárad, 1870 után) magyar katona, hivatalnok. Az 1848–49-es magyar szabadságharc századosa, majd az amerikai polgárháború (1861-1865) unionista katonája, a Tisza-szabályozásnál hivatalnok.

## Életútja
A szabadságnak, Kossuth Lajos eszméinek híve volt, előbb beállt tengerésznek, majd Kossuth hívó szavára részt vett a magyar szabadságharcban századosi rangban. A világosi fegyverletétel után Bem József tábornokkal és kíséretével Aleppóba menekült, innen Nemegyei Bódog ezredessel az 'Új Világ' felé vette az útját. Amerikában is kereste a helyét, feltűnt Arkansasban, aztán néhány évet Davenportban (Iowa) töltött az ottani magyarok közt. Végül Nebraskába került és harcolt az amerikai polgárháborúban az unionisták oldalán alezredesként. Az 1867-es kiegyezés után hazatelepült szülőföldjére, Nagyváradra, ahol a Tisza-szabályozásnál kapott hivatalt.
Kende Géza (1881-1933) újságíró adta hírül, hogy Charles W. March ezredes, chicagói gyáros 1912-ben megjelentetett visszaemlékezéseiben egy teljes fejezetet szentelt annak, hogy mit tapasztalt, amikor 1870-ben Magyarországra látogatott, ebben a fejezetben számolt be arról is, hogy meglátogatta Baróthy Zoltán Amerikát is megjárt korábbi magyar emigránst nagyváradi otthonában.